# Okres Senica
Senica is een district (Slowaaks: okres) in de Slowaakse regio Trnava. De hoofdstad is Senica. Het district bestaat uit 2 steden (Slowaaks: mesto) en 29 gemeenten (Slowaaks: obec).

## Steden
- Senica
- Šaštín-Stráže

## Lijst van gemeenten
| - Bílkove Humence - Borský Mikuláš - Borský Svätý Jur - Cerová - Čáry - Častkov - Dojč - Hlboké - Hradište pod Vrátnom - Jablonica | - Koválov - Kuklov - Kúty - Lakšárska Nová Ves - Moravský Svätý Ján - Osuské - Plavecký Peter - Podbranč - Prietrž - Prievaly | - Rohov - Rovensko - Rybky - Sekule - Smolinské - Smrdáky - Sobotište - Šajdíkove Humence - Štefanov |

Okres Dunajská Streda · Okres Galanta · Okres Hlohovec · Okres Piešťany · Okres Senica · Okres Skalica · Okres Trnava